# Composizioni di Joseph Haydn

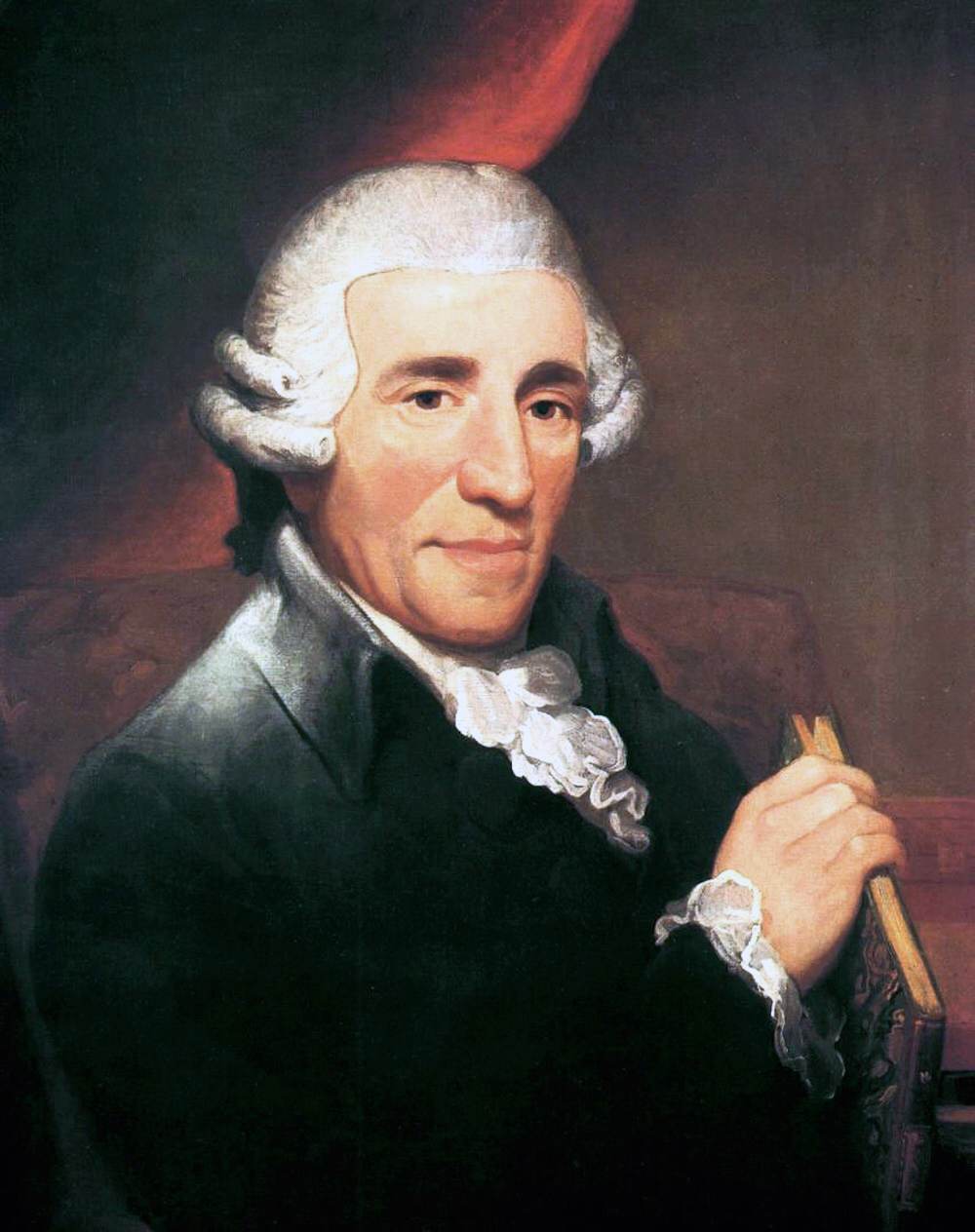
Haydn nel 1792.

Composizioni di Franz Joseph Haydn (1732-1809), ordinate per genere.

## Musica orchestrale

### Sinfonie
- Sinfonia n. 1 in re maggiore (ante 1759)
- Sinfonia n. 2 in do maggiore (1757-1761)
- Sinfonia n. 3 in sol maggiore (1760-1762)
- Sinfonia n. 4 in re maggiore (1757-1761)
- Sinfonia n. 5 in la maggiore (1760-1762)
- Sinfonia n. 6 in re maggiore, Le matin (1761)
- Sinfonia n. 7 in do maggiore, Le midi (1761)
- Sinfonia n. 8 in sol maggiore, Le soir (1761)
- Sinfonia n. 9 in do maggiore (1762)
- Sinfonia n. 10 in re maggiore (1757-1761)
- Sinfonia n. 11 in mi bemolle maggiore (1760-1762)
- Sinfonia n. 12 in mi maggiore (1763)
- Sinfonia n. 13 in re maggiore (1763)
- Sinfonia n. 14 in la maggiore (1761-1763)
- Sinfonia n. 15 in re maggiore (1760-1763)
- Sinfonia n. 16 in si bemolle maggiore (1757-1761)
- Sinfonia n. 17 in fa maggiore (1757-1763)
- Sinfonia n. 18 in sol maggiore (1757-1764)
- Sinfonia n. 19 in re maggiore (1757-1761)
- Sinfonia n. 20 in do maggiore (ante 1762)
- Sinfonia n. 21 in la maggiore (1764)
- Sinfonia n. 22 in mi bemolle maggiore, Il filosofo (1764)
- Sinfonia n. 23 in sol maggiore (1764)
- Sinfonia n. 24 in re maggiore (1764)
- Sinfonia n. 25 in do maggiore (post 1761, probabilmente 1763)
- Sinfonia n. 26 in re minore, Lamentatione (1768, forse 1769)
- Sinfonia n. 27 in sol maggiore, Hermannstädter (probabilmente ante 1760)
- Sinfonia n. 28 in la maggiore (1765)
- Sinfonia n. 29 in mi maggiore (1765)
- Sinfonia n. 30 in do maggiore, Alleluia (1765)
- Sinfonia n. 31 in re maggiore, Col segnale del corno (1765)
- Sinfonia n. 32 in do maggiore (1757-1763, probabilmente 1760-1761)
- Sinfonia n. 33 in do maggiore (1760-1761 o 1763–1765)
- Sinfonia n. 34 in re minore (1763)
- Sinfonia n. 35 in si bemolle maggiore (1767)
- Sinfonia n. 36 in mi bemolle maggiore (prima metà degli anni 1760)
- Sinfonia n. 37 in do maggiore (ante 1758)
- Sinfonia n. 38 in do maggiore, Echo (1765-1769, forse 1768)
- Sinfonia n. 39 in sol minore (1767-1768)
- Sinfonia n. 40 in fa maggiore (ante 1763)
- Sinfonia n. 41 in do maggiore (ante 1769)
- Sinfonia n. 42 in re maggiore (ante 1771)
- Sinfonia n. 43 in mi bemolle maggiore, Mercurio (ante 1771)
- Sinfonia n. 44 in mi minore, Funebre (1772)
- Sinfonia n. 45 in fa diesis minore, Degli addii (1772)
- Sinfonia n. 46 in si maggiore (1772)
- Sinfonia n. 47 in sol maggiore, Il palindromo (1772)
- Sinfonia n. 48 in do maggiore, Maria Theresia (1768-1769)
- Sinfonia n. 49 in fa minore, La passione (1768)
- Sinfonia n. 50 in do maggiore (1773-1774)
- Sinfonia n. 51 in si bemolle maggiore (1773-1774)
- Sinfonia n. 52 in do minore (1771-1772)
- Sinfonia n. 53 in re maggiore, L'impériale (1778-1779)
- Sinfonia n. 54 in sol maggiore (1774)
- Sinfonia n. 55 in mi bemolle maggiore, Il maestro di scuola (ante 1774)
- Sinfonia n. 56 in do maggiore (ante 1774)
- Sinfonia n. 57 in re maggiore (1774)
- Sinfonia n. 58 in fa maggiore (1774)
- Sinfonia n. 59 in la maggiore, Il fuoco (ante 1769)
- Sinfonia n. 60 in do maggiore, Il distratto (ante 1775, probabilmente 1774)
- Sinfonia n. 61 in re maggiore (1776)
- Sinfonia n. 62 in re maggiore (1780-1781)
- Sinfonia n. 63 in do maggiore, La Roxelane (1779-1781)
- Sinfonia n. 64 in la maggiore, Tempora mutantur (1773-1775)
- Sinfonia n. 65 in la maggiore (ante 1778)
- Sinfonia n. 66 in si bemolle maggiore (1775–1776?)
- Sinfonia n. 67 in fa maggiore (ante 1779)
- Sinfonia n. 68 in si bemolle maggiore (ante 1779)
- Sinfonia n. 69 in do maggiore, Laudon (ante 1779)
- Sinfonia n. 70 in re maggiore (ante 1779)
- Sinfonia n. 71 in si bemolle maggiore (ante 1780)
- Sinfonia n. 72 in re maggiore (1763-1765)
- Sinfonia n. 73 in re maggiore, La caccia (1782)
- Sinfonia n. 74 in mi bemolle maggiore (1780-1781)
- Sinfonia n. 75 in re maggiore (1779-1781)
- Sinfonia n. 76 in mi bemolle maggiore (1782)
- Sinfonia n. 77 in si bemolle maggiore (1782)
- Sinfonia n. 78 in do minore (1782)
- Sinfonia n. 79 in fa maggiore (1784)
- Sinfonia n. 80 in re minore (1784)
- Sinfonia n. 81 in sol maggiore (1784)
- Le "Sinfonie parigine":
  - Sinfonia n. 82 in do maggiore, L'orso (1786)
  - Sinfonia n. 83 in sol minore, La gallina (1785)
  - Sinfonia n. 84 in mi bemolle maggiore, In nomine Domini (1786)
  - Sinfonia n. 85 in si bemolle maggiore, La regina (1785-1786)
  - Sinfonia n. 86 in re maggiore (1786)
  - Sinfonia n. 87 in la maggiore (1786)
- Sinfonia n. 88 in sol maggiore (1787)
- Sinfonia n. 89 in fa maggiore (1787)
- Sinfonia n. 90 in do maggiore (1788)
- Sinfonia n. 91 in mi bemolle maggiore (1788)
- Sinfonia n. 92 in sol maggiore, Oxford (1789)
- Le "Sinfonie londinesi":
  - Sinfonia n. 93 in re maggiore (1791)
  - Sinfonia n. 94 in sol maggiore, La sorpresa (1791)
  - Sinfonia n. 95 in do minore (1791)
  - Sinfonia n. 96 in re maggiore, Il miracolo (1791)
  - Sinfonia n. 97 in do maggiore (1792)
  - Sinfonia n. 98 in si bemolle maggiore (1792)
  - Sinfonia n. 99 in mi bemolle maggiore (1793)
  - Sinfonia n. 100 in sol maggiore, Militare (1793-1794)
  - Sinfonia n. 101 in re maggiore, L'orologio (1793-1794)
  - Sinfonia n. 102 in si bemolle maggiore (1794)
  - Sinfonia n. 103 in mi bemolle maggiore, Col rullo di timpani (1795)
  - Sinfonia n. 104 in re maggiore, Londra (1795)

Hoboken include anche quattro altri lavori nella sua categoria "Sinfonia" (Hob. I):
- Hob. I/105 in si bemolle maggiore, meglio noto come la Sinfonia Concertante per violino, violoncello, oboe e fagotto (1792)
- Hob. I/106, del quale è rimasta solo una parte, a volte usata come ouverture per Le pescatrici (1769?)
- Hob. I/107 in si bemolle maggiore, spesso conosciuto non con il numero ma come Sinfonia A (1757-1760). Arrangiata come quartetto d'archi Op. 1, n. 5 Hob. III/5
- Hob. I/108 in si bemolle maggiore, spesso conosciuto non con il numero ma come Sinfonia B (1757-1760)

### Concerti
Haydn scrisse anche diversi altri concerti, che sono andati perduti.

#### Per violino
- Concerto per violino n. 1 in do maggiore, Hob. VIIa/1 (ca. 1765)
- Concerto per violino n. 2 in re maggiore, Hob. VIIa/2 (1765, perduto)[1]
- Concerto per violino n. 3 in la maggiore, Hob. VIIa/3 (ca. 1770)
- Concerto per violino n. 4 in sol maggiore, Hob. VIIa/4 (1769)

Altri concerti (Hob. VIIa:A1/B1/B2/D1/G1) non sono autentici, i.e. non sono di Joseph Haydn.
- D1 - Concerto in re maggiore per violino e orchestra (2 oboi, 2 corni, 2 violini, viola e basso) (composizione di Carl Stamitz?)
- G1 - Concerto in sol maggiore per violino e archi (2 violini, viola e basso) (composizione di Michael Haydn?) (1762)
- A1 - Concerto in la maggiore per violino e … (composizione di Giovanni Mane Giornovichi?)
- B1 - Concerto in si bemolle maggiore per violino e archi (2 violini, viola e basso) (di Michael Haydn) (1760)
- B2 - Concerto in si bemolle maggiore per violino e archi (2 violini, viola e basso) (di Christian Cannabich) (1767)

#### Per violoncello
- Concerto per violoncello n. 1 in do maggiore, Hob. VIIb/1 (1761-65)
- Concerto per violoncello n. 2 in re maggiore, Hob. VIIb/2, Op. 101 (1783)
- Concerto per violoncello n. 3 in do maggiore, Hob. VIIb/3 (ca. 1780, perduto)[1]
- Concerto per violoncello n. 4 in re maggiore, Hob. VIIb/4 (spurio, attribuzione a Giovanni Battista Costanzi, 1750-1760)
- Concerto per violoncello n. 5 in do maggiore, Hob. VIIb/5 (spurio, attribuzione a David Popper, 1899)[2]
- Concerto per violoncello in sol minore, Hob. VIIb/g1 (ca. 1773, dubbio, perduto)

#### Per violone (contrabbasso)
- Concerto per violone in re maggiore, Hob. VIIc/1 (perduto, forse bruciato e distrutto)[1]

#### Per corno
- Concerto per corno in re maggiore, Hob. VIId/1 (1765, perduto)
- Concerto per due corni in mi bemolle maggiore, Hob. VIId/2 (ca. 1760, perduto)
- Concerto per corno n. 1 in re maggiore, Hob. VIId/3 (1762)
- Concerto per corno n. 2 in re maggiore, Hob. VIId/4 (attribuzione dubbia, forse scritto da Michael Haydn, 1767)
- Concerto per due corni in mi bemolle maggiore, Hob. VIId/5 (attribuzione dubbia, forse scritto da Antonio Rosetti, 1784; corrisponde forse al concerto Hob. VIId/2 andato perduto)

#### Per tromba
- Concerto per tromba in mi bemolle maggiore, Hob. VIIe/1 (1796)

#### Per flauto
- Concerto per flauto in re, Hob. VIIf/1, (perduto, 1780?)[1]
- Concerto per flauto in re, Hob. VIIf/D1 (ca. 1760, spurio, attribuzione a Leopold Hoffman)

#### Per oboe
- Concerto per oboe in do maggiore, Hob. VIIg:C1 (1790?) (dubbio)

#### Per due lire organizzate
Questi concerti furono scritti per Ferdinando IV di Napoli il cui strumento preferito era la lira organizzata -- uno strumento simile alla ghironda.  Nelle esecuzioni moderne si usa il flauto e l'oboe (o due flauti) come solisti.
- Concerto No. 1 in do maggiore, Hob.:VIIh/1, (1786)
- Concerto No. 2 in sol maggiore, Hob.:VIIh/2, (1786)
- Concerto No. 3 in sol maggiore, Hob.:VIIh/3, (1786) Il movimento "Romance" poi adattato per diventare il movimento "Militare" della Sinfonia No. 100
- Concerto No. 4 in fa maggiore, Hob.:VIIh/4, (1786)
- Concerto No. 5 in fa maggiore, Hob.:VIIh/5, (1786)  secondo e terzo movimento poi adattati per far parte della Sinfonia No. 89

#### Per viola di bordone
Ci sono 3 concerti per viola di bordone conosciuti ma perduti o aventi dubbia autenticità.
- Concerto per viola di bordone in re, Hob. XIII:1 (prima del 1770)
- Concerto per viola di bordone in re, Hob. XIII:2 (prima del 1770)
- Concerto per 2 viole di bordone in re, Hob. XIII:3 (prima del 1770)

#### Per tastiera (clavicembalo, organo o pianoforte)
- Concerto per tastiera No. 1 in do, Hob. XVIII/1 (1756)
- Concerto per tastiera No. 2 in re, Hob. XVIII/2 (1767)
- Concerto per tastiera No. 3 in fa, Hob. XVIII/3 (1765)
- Concerto per tastiera No. 4 in sol, Hob. XVIII/4 (1770)
- Concerto per tastiera No. 5 in do con archi, Hob. XVIII/5 (autenticità dubbia, forse da attribuire a Georg Christoph Wagenseil, 1763)
- Concerto per tastiera e violino No. 6 in fa (Doppio Concerto), Hob. XVIII/6 (1766)
- Concerto per tastiera No. 7 in fa, Hob. XVIII/7  (esiste con un diverso movimento lento come il trio per pianoforte Hob. XV/40; autenticità dubbia, forse da attribuire a Georg Christoph Wagenseil, 1766)
- Concerto per tastiera No. 8 in do, Hob. XVIII/8 (autenticità dubbia, forse da attribuire a Leopold Hofmann, 1766)
- Concerto per tastiera No. 9 in sol, Hob. XVIII/9 (autenticità dubbia, 1767)
- Concerto per tastiera No. 10 in do, Hob. XVIII/10 (1771)
- Concerto per tastiera No. 11 in re, Hob. XVIII/11 (1782)
- Concerto per tastiera in mi bemolle, Hob. XVIII/Es1 (autenticità dubbia)
- Concerto per tastiera in fa, Hob. XVIII/F1 (spurio, attribuzione a Georg Joseph Vogler)
- Concerto per tastiera in fa, Hob. XVIII/F2 (autenticità dubbia)
- Concerto per tastiera in fa, Hob. XVIII/F3 (autenticità dubbia, forse da attribuire a Johann Georg Lang)
- Concerto per tastiera in sol, Hob. XVIII/G1 (autenticità dubbia)
- Concerto per due tastiere in sol, Hob. XVIII/G2 (autenticità dubbia)

Due opere spesso identificate e anche pubblicate come concerti per pianoforte di Haydn, e comunemente insegnate ai giovani studenti di pianoforte, sono in realtà Divertimenti, raggruppate in Hob. XIV. In particolare, essi sono Hob. XIV/3 (il "Piccolo Concerto" in do maggiore), e Hob. XIV/4 (un altro "concerto" in do maggiore). Tuttavia, un altro lavoro di simile difficoltà tecnica che viene anche identificato e pubblicato come un concerto è il Concerto in fa, Hob. XVIII/F1.

## Musica da camera

### Quartetti per archi

#### Opus 1 (1762–1764)
- Quartetto n. 1 in si bemolle  maggiore ("La Chasse"), Op. 1, n. 1, FHE n. 52, Hoboken n. III:1
- Quartetto n. 2 in mi bemolle  maggiore, Op. 1, n. 2, FHE n. 53, Hoboken n. III:2
- Quartetto n. 3 in re maggiore, Op. 1, n. 3, FHE n. 54, Hoboken n. III:3
- Quartetto n. 4 in sol maggiore, Op. 1, n. 4, FHE n. 55, Hoboken n. III:4
- Quartetto n. 5 in mi bemolle  maggiore, Op. 1, n. 0, Hoboken n. II:6 (anche definito come Opus 0)
- Quartetto in si bemolle  maggiore, Op. 1, n. 5, FHE n. 56, Hoboken n. III:5 (poi scoperto essere la Sinfonia A, Hob. I/107)
- Quartetto n. 6 in do maggiore, Op. 1, n. 6, FHE n. 57, Hoboken n. III:6

#### Opus 2 (1763–1765)
I quartetti n. 3 e n. 5 sono arrangiamenti spuri di un anonimo. 
- Quartetto n. 7 in la maggiore, Op. 2, n. 1, FHE n. 58, Hoboken n. III:7
- Quartetto n. 8 in mi maggiore, Op. 2, n. 2, FHE n. 59, Hoboken n. III:8
- Quartetto in mi bemolle  maggiore, Op. 2, n. 3, FHE n. 60, Hoboken n. III:9 (arrangiamento di una cassazione in mi bemolle maggiore, Hob. II:21)
- Quartetto n. 9 in fa maggiore, Op. 2, n. 4, FHE n. 61, Hoboken n. III:10
- Quartetto in re maggiore, Op. 2, n. 5, FHE n. 62, Hoboken n. III:11 (arrangiamento di una cassazione in re maggiore, Hob. II:22)
- Quartetto n. 10 in si bemolle  maggiore, Op. 2, n. 6, FHE n. 63, Hoboken n. III:12

#### Opus 3 (spuria)
- Quartetto in mi maggiore , Op. 3, n. 1, FHE n. 64 (spurio), Hoboken n. III:13
- Quartetto in do maggiore , Op. 3, n. 2, FHE n. 65 (spurio), Hoboken n. III:14
- Quartetto in sol maggiore , Op. 3, n. 3, FHE n. 66 (spurio), Hoboken n. III:15
- Quartetto in si bemolle  maggiore , Op. 3, n. 4, FHE n. 67 (spurio), Hoboken n. III:16
- Quartetto in fa maggiore , Op. 3, n. 5, FHE n. 68 (spurio), Hoboken n. III:17
- Quartetto in la maggiore , Op. 3, n. 6, FHE n. 69 (spurio), Hoboken n. III:18

#### Opus 9 (1769)
- Quartetto n. 15 in si bemolle  maggiore , Op. 9, n. 5, FHE n. 17, Hoboken n. III:23
- Quartetto n. 16 in la maggiore , Op. 9, n. 6, FHE n. 18, Hoboken n. III:24

#### Opus 17 (1771)
- Quartetto n. 17 in fa maggiore , Op. 17, n. 2, FHE n. 2, Hoboken n. III:26
- Quartetto n. 18 in mi maggiore , Op. 17, n. 1, FHE n. 1, Hoboken n. III:25
- Quartetto n. 19 in do minore, Op. 17, n. 4, FHE n. 4, Hoboken n. III:28
- Quartetto n. 20 in re maggiore , Op. 17, n. 6, FHE n. 6, Hoboken n. III:30
- Quartetto n. 21 In E bemolle  maggiore , Op. 17, n. 3, FHE n. 3, Hoboken n. III:27
- Quartetto n. 22 in sol maggiore , Op. 17, n. 5, FHE n. 5, Hoboken n. III:29

#### Opus 20, i quartetti "del Sole" (1772)
- Quartetto n. 23 in fa minore, Op. 20, n. 5, FHE n. 47, Hoboken n. III:35
- Quartetto n. 24 in la maggiore , Op. 20, n. 6, FHE n. 48, Hoboken n. III:36
- Quartetto n. 25 in do maggiore , Op. 20, n. 2, FHE n. 44, Hoboken n. III:32
- Quartetto n. 26 in sol minore, Op. 20, n. 3, FHE n. 45, Hoboken n. III:33
- Quartetto n. 27 in re maggiore , Op. 20, n. 4, FHE n. 46, Hoboken n. III:34
- Quartetto n. 28 in mi bemolle  maggiore , Op. 20, n. 1, FHE n. 43, Hoboken n. III:31

#### Opus 33, i quartetti "Russi" (1781)
- Quartetto n. 29 in sol maggiore, Op. 33, n. 5, FHE n. 74, Hoboken n. III:41
- Quartetto n. 30 in mi bemolle  maggiore, Op. 33, n. 2, FHE n. 71, Hoboken n. III:38
- Quartetto n. 31 in si minore, Op. 33, n. 1, FHE n. 70, Hoboken n. III:37
- Quartetto n. 32 in do maggiore, Op. 33, n. 3, FHE n. 72, Hoboken n. III:39
- Quartetto n. 33 in re maggiore, Op. 33, n. 6, FHE n. 75, Hoboken n. III:42
- Quartetto n. 34 in si bemolle  maggiore, Op. 33, n. 4, FHE n. 73, Hoboken n. III:40

#### Opus 42 (1785)
- Quartetto n. 35 in re minore, Op. 42, FHE n. 15, Hoboken n. III:43

#### Opus 50, i quartetti "Prussiani" (1787)
- Quartetto n. 36 in si bemolle  maggiore, Op. 50, n. 1, FHE n. 10, Hoboken n. III:44
- Quartetto n. 37 in do maggiore, Op. 50, n. 2, FHE n. 11, Hoboken n. III:45
- Quartetto n. 38 in mi bemolle  maggiore, Op. 50, n. 3, FHE n. 12, Hoboken n. III:46
- Quartetto n. 39 in fa diesis minore, Op. 50, n. 4, FHE n. 25, Hoboken n. III:47
- Quartetto n. 40 in fa maggiore, Op. 50, n. 5, FHE n. 26, Hoboken n. III:48
- Quartetto n. 41 in re maggiore, Op. 50, n. 6, FHE n. 27, Hoboken n. III:49

#### Opus 51 (1787)
- Le Sette Ultime Parole, Op. 51 (trascrizione di un lavoro originariamente per orchestra), Hoboken n. III:50–56

#### Opus 54 e 55, i quartetti "Tost", I & II serie (1788)
- Quartetto n. 42 in do maggiore , Op. 54, n. 2, FHE n. 20, Hoboken n. III:57
- Quartetto n. 43 in sol maggiore , Op. 54, n. 1, FHE n. 19, Hoboken n. III:58
- Quartetto n. 44 in mi maggiore , Op. 54, n. 3, FHE n. 21, Hoboken n. III:59
- Quartetto n. 45 in la maggiore , Op. 55, n. 1, FHE n. 22, Hoboken n. III:60
- Quartetto n. 46 in fa minore, Op. 55, n. 2, FHE n. 23, Hoboken n. III:61
- Quartetto n. 47 in si bemolle  maggiore , Op. 55, n. 3, FHE n. 24, Hoboken n. III:62

#### Opus 64, i quartetti "Tost", III serie (1790)
- Quartetto n. 48 in do maggiore, Op. 64, n. 1, FHE n. 31, Hoboken n. III:65
- Quartetto n. 49 in si minore, Op. 64, n. 2, FHE n. 32, Hoboken n. III:68
- Quartetto n. 50 in si bemolle  maggiore, Op. 64, n. 3, FHE n. 33, Hoboken n. III:67
- Quartetto n. 51 in sol maggiore, Op. 64, n. 4, FHE n. 34, Hoboken n. III:66
- Quartetto n. 52 in mi bemolle  maggiore, Op. 64, n. 6, FHE n. 36, Hoboken n. III:64
- Quartetto n. 53 in re maggiore, Op. 64, n. 5, FHE n. 35, Hoboken n. III:63

#### Opus 71 e 74, i quartetti "Apponyi" (1793)
- Quartetto n. 54 in si bemolle  maggiore , Op. 71, n. 1, FHE n. 37, Hoboken n. III:69
- Quartetto n. 55 in re maggiore , Op. 71, n. 2, FHE n. 38, Hoboken n. III:70
- Quartetto n. 56 in mi bemolle  maggiore , Op. 71, n. 3, FHE n. 39, Hoboken n. III:71
- Quartetto n. 57 in do maggiore , Op. 74, n. 1, FHE n. 28, Hoboken n. III:72
- Quartetto n. 58 in fa maggiore , Op. 74, n. 2, FHE n. 29, Hoboken n. III:73
- Quartetto n. 59 in sol minore, Op. 74, n. 3, FHE n. 30, Hoboken n. III:74

#### Opus 76, i quartetti "Erdödy" (1797)
- Quartetto n. 60 in sol maggiore , Op. 76, n. 1, FHE n. 40, Hoboken n. III:75
- Quartetto n. 61 in re minore, Op. 76, n. 2, FHE n. 41, Hoboken n. III:76
- Quartetto n. 62 in do maggiore, Op. 76, n. 3, FHE n. 42, Hoboken n. III:77
- Quartetto n. 63 in si bemolle  maggiore, Op. 76, n. 4, FHE n. 49, Hoboken n. III:78
- Quartetto n. 64 in re maggiore, Op. 76, n. 5, FHE n. 50, Hoboken n. III:79
- Quartetto n. 65 in mi bemolle  maggiore , Op. 76, n. 6, FHE n. 51, Hoboken n. III:80

#### Opus 77, i quartetti "Lobkowitz" (1799)
- Quartetto n. 66 in sol maggiore , Op. 77, n. 1, FHE n. 13, Hoboken n. III:81
- Quartetto n. 67 in fa maggiore , Op. 77, n. 2, FHE n. 14, Hoboken n. III:82

#### Opus 103 (1803)
- Quartetto n. 68 in re minore, Op. 103, Hoboken n. III:83 (incompiuto)

### Sonate

#### Per pianoforte
Haydn scrisse 52 sonate per pianoforte. Molte di esse, soprattutto le prime, sono di durata inferiore ai quindici minuti.

#### Altro
- Capriccio in sol maggiore su "Acht Sauschneider müssen sein", Hob. XVII/1
- 20 Variazioni in sol maggiore, Hob. XVII/2
- Arietta con 12 Variazioni, Hob. XVII/3
- Fantasia (Capriccio) in do maggiore, Hob. XVII/4
- 6 Variazioni in do maggiore, Hob. XVII/5
- Variazioni in fa minore, Un piccolo divertimento, Hob. XVII/6
- 5 Variazioni in re maggiore, Hob. XVII/7
- 8 Variazioni in re maggiore, Hob. XVII/8
- Adagio in fa maggiore, Hob. XVII/9
- Allegretto in sol maggiore, Hob. XVII/10
- Andante in do maggiore, Hob. XVII/11 (doubtful)
- Andante con variazioni (4) in si bemolle maggiore, Hob. XVII/12

## Musica vocale

### Messe
- Missa brevis n. 1 in Fa Magg (1750)
- Messa n. 2 in re min Sunt bona mixta malis per coro a cappella (c/a 1768)
- Messa n. 3 in Sol Magg (forse da identificare con la perduta Missa "Rorate coeli desuper")
- Messa n. 4 in Mib Magg (Missa in honorem BMV) "Grosse Orgelmesse" c/a (1768)
- Messa n. 5 in Do Magg (Missa Cellensis in honorem BMV), "Cäcilienmesse", (1766)
- Messa n. 6 in Sol Magg (Missa Sancti Nicolai) "Nikolai-Messe" (1772)
- Messa n. 7 in Sib Magg (Missa brevis Sancti Johannis de Deo) "Kleine Orgelmesse" (1775)
- Messa n. 8 in Do Magg (Missa Cellensis) "Mariazeller Messe" (1782)
- Messa n. 9 in Do Magg (Missa in Tempore Belli) "Paukenmesse" (1796)
- Messa n. 10 in Sib Magg (Missa Sancti Bernardi von Offida) "Heiligmesse" (1796)
- Messa n. 11 in re min (Missa in angustiis) "Nelsonmesse" (1798)
- Messa n. 12 in Sib Magg "Theresienmesse" (1799)
- Messa n. 13 in Sib Magg "Schöpfungsmesse" (1801)
- Messa n. 14 in Sib Magg "Harmoniemesse" (1802)

### Oratori
- Il Ritorno di Tobia (1775, rev.: 1784)
- Le sette ultime parole del nostro Redentore in croce (Die sieben letzten Worte unseres Erlösers am Kreuze, 1796), rielaborazione per soli, coro e orchestra della "Musica instrumentale sopra le 7 ultime parole del nostro Redentore in croce" del 1786.
- La Creazione (Die Schöpfung, 1798)
- Le stagioni (Die Jahreszeiten, 1801)

### Opere
- Il diavolo zoppo (Der krumme Teufel, 1753) - perduta
- Acide e Galatea (1763)
- La canterina (1766)
- Lo speziale (1768)
- Le pescatrici (1770)
- L'infedeltà delusa (1773)
- L'incontro improvviso (1775)
- Philemon und Baucis (1776)
- Il mondo della luna (1777)
- La vera costanza (1779)
- L'isola disabitata (1779)
- La fedeltà premiata (1781)
- Orlando Paladino (1782)
- Armida (1784)
- Laurette (1791)
- L'anima del filosofo, ossia Orfeo ed Euridice (1791)